# Camellia flava
Camellia flava är en tvåhjärtbladig växtart som först beskrevs av Pitard, och fick sitt nu gällande namn av Joseph Robert Sealy. Camellia flava ingår i släktet Camellia och familjen Theaceae. Inga underarter finns listade i Catalogue of Life.